# Provincia Kazahstanul de Vest
Kazahstan de Vest este o provincie a Kazahstanului. Ea se întinde pe suprafața de 151.300 km², are o populație de 609.300 loc. cu o densitate de 4 loc./km².
Provincia este aproape de Ural, ea se învecinnează cu regiunile ruse Orenburg, Kurgan, ca și cu provinciile kazahe Aktobe și Atyrau. Aceasta este una din cele 2 provincii care este situată pe continentul european (la vest de râul Ural).  Kazahstanul de Vest este traversat de Ural, care se varsă în Marea Caspică.